# Жан Максимільєн Ламарк
Жан Максимільєн Ламарк (фр. Jean Maximilien Lamarque, 22 липня 1770 —†1 червня 1832) — французький генерал часів Першої республіки та Першої імперії.

## Життєпис
Народився 22 липня 1770 у м. Сен-Севе. Був сином П'єр-Жозефа Ламарка, парламентського адвоката, міського прокурора та депутата Генеральних штатів.
Навчався у Коледжі якобинців в Сан-Севе, який закінчив на відмінно.
У 1790 переїздить до Парижу, де його батьком вже був членом Установчих зборів.
У 1792 вступає до національної гвардії. 
У 1793 бере участь у придушенні повстання у Вандеї. Протягом квітня—травня того ж року стає спочатку лейтенантом, а потім капітаном грендарів Піренейської армії. 
У 1794 відзначився у придушені роялістського повстання у Фонтарабі. За оце отримав посаду командувача батальйоном й спрямований до Рейнської армії.
Відзначився у кампанії 1800 року, зокрема у битвах при Енгені, Мескірхі, Ґухштетині, Гогенліндені.
У 1801 стає бригадним генералом. У подальшому відзначився у битві під Аустерліцем у 1805. Наступного року призначається у поміч до Мюрата, у 1807 стає його начальником штаба й дивізійним генералом. Наступного року звільнив острів Капрі від британців.
У 1809 воював під орудою віце-короля Ежена Богарне. Того ж року відзначився у захоплені м. Лайбах й у битві при Ваграмі. Того ж року отримує титул барона. 
У 1810 спрямуваний до Іспанської армії. В Іспанії перемагає у битві при Альтафері (8 лютого 1812).
Після першого зречення Наполеона I у 1814 переходить на службу до Бурбонів. Втім під час Ста днів перейшов на бік Бонапарта. Займався придушенням нового повстання у Вандеї, що йому успішно вдалося виконати.
Після поразки й вигнання Наполеона Бонапарта Ламарк емігрував до Бельгії.
Повернувся до Франції після амністії у 1818. 
У 1827 став членом сільськогосподарського товариства. 
У 1828 обирається до Палати депутатів. 
У 1830 підтримав повалення Бурбонів. За це 21 серпня того ж року отримує від короля Луї-Філіпа I великий хрест Ордена Почесного легіону. 
Помер 1 червня 1832.

## Літературна творчість
У 1815—1818 під час еміграції у Бельгії займався перекладом віршів Осіана Д. Макферсона. Також написав до них свій коментар, де описував звичаї Каледонії.
У 1825 підготував наукову працю, присвячену захисту будівництва паралельного каналу на річці Адур.
У 1827 присвятив есе питанням агрономії. При цьому спирався на власний досвід вирощування овочів, плодів, ходоби. Тут також зачіпав шляхи поліпшення умов життя селян.
Також написав власні мемуари, які вийшли друком після його смерті у 1935 у Парижі.